# ジーン・ルエン・ヤン
ジーン・ルエン・ヤン（Gene Luen Yang, 繁体字: 楊謹倫, 簡体字: 杨谨伦, 拼音: Yáng Jǐnlún, 1973年8月9日–） はアメリカの漫画家。現代の中国系アメリカ人の視点から社会や歴史を描いた児童向け作品で知られる。高校でコンピュータサイエンスを教えながら漫画を描いていた時期があり、グラフィックノベルやコミックについてコンベンションや各種学校、図書館で講義を行うことも多い。2012年にハムライン大学の教員となり、児童・若年向け創作の美術学修士ローレジデンシー課程に携わった。米国議会図書館によって2016年から翌年にかけて児童文学大使に任じられた。

## 生い立ち
ヤンの記憶では、出生地はカリフォルニア州のアラメダもしくはフリーモントのいずれかである。両親はいずれも移民であり、台湾出身の電気技師と、香港や台湾で育ったプログラマーの組み合わせだった。二人は大学院生だったときにサンノゼ州立大学図書館で出会った。ヤンは両親から厳格な労働倫理を受け継ぎ、台湾の文化を教えられた。物語が好きだった両親からいつも即興のおとぎ話を聞かされたと後に回想している。
ヤンが通っていた小学校では、アジア系アメリカ人は小さなマイノリティ・グループだった。そのころの夢はディズニーのアニメーターだった。3年生のときにレポートでウォルト・ディズニーの伝記を作成したのがきっかけだったという。それが変わったのは5年生の時だった。母親に連れられて近所の書店に行ったヤンは、シングとロム・ザ・スペースナイトが表紙に描かれたコミックブックに強く惹きつけられた。しかし母親は恐ろしい怪物キャラクターは子供には早いと考え、代わりにスーパーマンが出てくる『DCコミックス・プレゼンツ』を買ってくれた。それが最初のコミック体験だったが、すぐにコミックブック収集と創作に夢中になった。
大学ではカリフォルニア大学バークレー校に通い学士号を取得した。ヤン本人は芸術を専攻したかったのだが、父親からもっと「実用的な」分野に進むよう勧められたため、主専攻にコンピュータ・サイエンスを、副専攻にクリエイティブ・ライティングを選んだ。入学後は多様性のある環境で様々な考え方に触れ、人生や信仰について考え始めた。夜空の下で木々の間を歩いているとき天啓をひらめき、キリストへの信仰を人生の中心に置いた。

## 経歴
1995年に大学を卒業した後、コンピュータ・エンジニアとして2年間働いた。しかしあるとき教会で5日間の「無言の行」に参加している間に教師が天職だという考えが湧き、職を辞めて高校でコンピュータ・サイエンスを教え始めた。ヤンはそれから17年にわたって教師を続けることになる。その後半は漫画家との兼業であり、二つの仕事は互いに影響を与え合っている。
ヤンは1996年にハンブル・コミックスというレーベルを立ててコミックの自費出版を始めた。翌年にはコミッククリエイターの自費出版を援助するゼリック基金から3000ドルの助成を受けて最初の作品『ゴードン・ヤマモトとギークの王』を出版した。次いで自己資金で「ゴードン・ヤマモト」の残りの2号と続編『ロヨラ・チンとサン・ペリグラン騎士団』を出したが、全体で数千ドルの赤字となった。これら2作は後の2010年にスレイヴ・レイバー・グラフィックスから『アニマル・クラッカーズ』のタイトルで単行本化されている。
2006年にファーストセコンド・パブリッシングからグラフィックノベル書籍『アメリカン・ボーン・チャイニーズ』が出た。互いに絡み合う複数の物語から構成されており、作者の経験に基づいているが自伝というわけではない。思春期の自己認識と中国系アメリカ人としてのアイデンティティを扱った作品であり、コミック作品ながら学校教材として推薦されることがある。この作品はアメリカ図書館協会からマイケル・L・プリンツ賞を授与され、「純粋に文学性の面から、ティーン向け書籍として同年の最優秀作」と評価された。さらに全米図書賞児童文学部門の最終候補作となったが、これはグラフィックノベルとしては初の出来事だった。コミックの賞であるアイズナー賞は新作グラフィックアルバム部門を受賞した。多くの新聞・雑誌のトップリストや年間ベストに挙げられており、全米漫画家協会 からは年間ベストコミック部門で賞を授与された。中国系アメリカ人司書協会からも2006/2007年の新作グラフィックアルバム部門で賞を与えられている。
それ以降の作品も評価は高い。2009年、原作者として作画のデレク・カーク・キムと共作した短編『エターナル・スマイル』で再度アイズナー賞を受賞した。新聞漫画『プライム・ベイビー』および共作『レベルアップ』でも同賞にノミネートされている。
ダークホース社から2012年1月に刊行が始まったコミック版『アバター: ラスト・エアベンダー』には原作者として参加した。2013年9月、ファーストセコンドからグラフィックノベルのオリジナル作品『ボクサーズ・アンド・セインツ』が刊行された。
DCコミックスはスーパーマンを原型とする中国人キャラクターのシリーズ『ニュー・スーパーマン』を2016年7月に創刊し、ヤンを原作に迎えた。2019年10月、ヤンの原作でリミテッドシリーズ『スーパーマン・スマッシュ・ザ・クラン』が出た。同作はラジオ『アドベンチャーズ・オブ・スーパーマン』の有名なエピソード「燃える十字架のクラン」（1946年）の改作である。作中ではアジア系アメリカ人の一家がクー・クラックス・クランに狙われ、まだ若く信念が固まっていなかった時期のスーパーマンはテロリストから子供を守ることを決意する。
2020年、カンフーヒーロー『シャン・チー』ミニシリーズの原作でマーベル・コミックスデビューした。ヤンによれば同作はシャン・チーとその父親で宿敵でもあるチェン・ズー（悪名高い怪人フー・マンチューを名乗ったこともある）との関係を扱っている。
ヤンはコミックやグラフィックノベルを学校教材として用いることを推奨している。カリフォルニア州立大学イーストベイ校修士課程の修了研究ではコミックが持つ教育的効果を強調した。それによるとコミックは動機付け効果を持っており、視覚的であり、映像メディアと異なり持続的であり、高度な学習への橋渡しとして有用であり、ポップカルチャーとしての利点を備えている。修士課程では「ヤン先生&宇宙人のモーズリーといっしょに因数分解」と題するオンラインコミック形式の数学教材も制作している。このアイデアは高校で代理教師として数学を教えていた時に生まれた。兼任していた情報サービス部長 の業務で授業を欠席する必要があったとき、生徒が因数分解の概念を自習する補助教材としてコミックを描いた。生徒からの反応が良かったため、修士課程での研究にこのアイデアを使うことにした。
2018年、コミック界における憲法修正第1条の権利（表現の自由）を守る目的で1986年に設立された非営利団体、コミック弁護基金の理事に就任した。

## 受賞・表彰
2016年1月から2年の任期にわたって児童書評議会・すべての子供を読書に・米国議会図書館本のセンターが運営するプログラムである全米児童文学大使を務めた。
マッカーサー・フェロー・プログラムの2016年クラスに選出され、俗に「天才奨学金」と呼ばれる賞金を獲得した。選考を行ったマッカーサー基金は「青少年のために描かれた[ヤンの]作品は、コミックが多様な文化や人々についての理解を広げる助けとなる可能性を示した」と述べた。
2020年にはハーベイ賞を2部門で受賞した。『ドラゴン・フープス』はブック・オブ・ザ・イヤー、『スーパーマン・スマッシュ・ザ・クラン』は児童・若者向け書籍部門での受賞だった。

## 主要著作
- The Rosary Comic Book (Pauline Books & Media, 2003)

カトリックのロザリオの祈りに込められた神秘を物語るグラフィックノベル作品。一つのコマを読むことがロザリオの珠を一つ繰るのと対応しており、読みながら祈りを捧げられるようになっている。
- Animal Crackers (SLG Publishing, 2004)

初期作「ゴードン・ヤマモトとギークの王」と「ロヨラ・チンとサン・ペリグラン騎士団」が収録されている。
- American Born Chinese (First Second, 2006) [30]
- The Eternal Smile (First Second, 2009)

3篇を収録した短編集。
- Prime Baby (First Second, 2010)

サディアスはヨチヨチ歩きの大嫌いな妹が次元を超えて平和主義者のエイリアンと交信できることに気づき、しかも誰も信じてくれないので途方に暮れる。
- Level Up (First Second, 2011)

デニス・オーヤンは両親の期待に応えてプロゲーマーの道をあきらめ、謎の天使たちの助けで医大に入学する。デニスに迷いが生じたとき、天使たちが牙を剥く。
- Avatar: The Last Airbender (Dark Horse, 2012–2017)

作画: グリヒルアニメシリーズ（邦題『アバター 伝説の少年アン』）のコミック化。
- - The Promise (Dark Horse, 2012) [34]
  - The Search (Dark Horse, 2013) [35]
  - The Rift (Dark Horse, 2014) [36]
  - Smoke and Shadow (Dark Horse, 2016) [37]
  - North and South (Dark Horse, 2017) [38]
- Boxers and Saints (First Second, 2013)

義和団の乱を題材に取った二部作。「Boxers」では外国の宣教師と兵士たちが中国の民衆を苦しめ、古の神々の力を持つリトル・バオは武術家を集めて挙兵する。「Saints」では望まれずに生まれた女子である四娘がキリスト教に救いを見出す。しかし民兵が西洋人と中国のキリスト者を無差別に殺していく。四娘は信仰のために命を捨てる決断を迫られる。本作は2013年にロサンゼルスタイムズ・ブックプライズのヤングアダルト部門を受賞し、全米図書賞の最終選考に残った。翌年にはイグナッツ賞の傑出したグラフィックノベル部門にノミネートされた。
- The Shadow Hero (First Second, 2014) ― 作画: ソニー・リュウ（英語版）

ゴールデンエイジの忘れられたキャラクターで、最初のアジア系アメリカ人スーパーヒーローだと考えられているグリーンタートルの誕生を描いた作品。
- Superman Vol.3 #41–50 (DC Comics, 2015–2016) 作画: ジョン・ロミータ・Jr、クラウス・ヤンソン
- Secret Coders (First Second, 2015–) 作画: マイク・ホームズ
  1. Secret Coders, 2015
  2. Paths & Portals, 2016
  3. Secrets & Sequences, 2017
  4. Robots & Repeats, 2017
  5. Potions & Parameters, 2018
  6. Monsters & Modules, 2018
- New Super-Man #1-18 (DC Comics, 2016–2018)

中国のスーパーマン、コン・ケナンを主人公とするシリーズ。
- New Super-Man and the Justice League of China (DC Comics, 2018)

コン・ケナンと仲間の中国ヒーローの物語に結末がつけられる。
- Free Comic Book Day: Fresh Off the Boat #1 (Boom! Comics, 2017)
- The Terrifics #15-30 (DC Comics, 2019-2020)
- Dragon Hoops (First Second, 2020)
- Shang-Chi (Marvel Comics, 2020)

### アンソロジーへの寄稿
- Up All Night (Harper Collins) – 14ページ
- Secret Identities (The New Press) – 12ページ
- Strange Tales II (Marvel Comics) – 4ページ
- Nursery Rhyme Comics (First Second) – 1ページ
- Shattered (The New Press) – 4ページ
- Open Mic (Candlewick) – 4ページ
- Comic Squad: Recess! (Random House) – 12ページ

## 関連文献
- Chen, Alice C. (2008年5月11日). “The Humble Comic: Gene Yang's Christian take on being American-born Chinese fuels his emerging comics career”. San Francisco Chronicle
- “Story from Graphic Novel ‘The Eternal Smile’ Wins Eisner Prize”.   Hyphen Magazine (2010年10月20日). 2020年11月25日閲覧。